# Йорам Заге
Йорам Заге (фр. Yoram Zague, нар. 15 травня 2006, Париж, Франція) — французький футболіст івуарійського походження, фланговий захисник клубу «Парі Сен-Жермен». На умовах оренди грає за данський «Копенгаген».

## Ігрова кар'єра

### Клубна
Йорам Заге є вихованцем столичних клубів «Париж» та «Парі Сен-Жермен». У 2019 році він приєднався до клубної академії ПСЖ. Де був капітаном молодіжної команди. В серпні 2023 року було оголошено, що Заге підписав з клубом професійний контракт, який набув чинності 1 липня 2024 року. Термін дію контракту до 30 червня 2027 року.
6 квітня 2024 року в матчі чемпіонату Франції проти «Клермона» Заге дебютував в першій команді «Парі Сен-Жермен».

### Збірна
У 2023 році в складі збірної Франції (U-17) Йорам Заге брав участь в юнацькому чемпіонаті світу в Індонезії. Де команда Франції дійшла до фіналу, де поступилася німецьким одноліткам.

## Титули
Парі Сен-Жермен
 Чемпіон Франції: 2023/24, 2024/25
 Переможець Кубка Франції: 2024/25
 Переможець Суперкубка Франції: 2024
 Переможець Ліги чемпіонів УЄФА: 2024/25
Франція (U-17)
 Віцечемпіон світу: 2023